# Moord op Nathalie Mahy en Stacy Lemmens
De ontvoering en moord op Nathalie Mahy en Stacy Lemmens op 10 juni 2006 in het Belgische Luik was een misdrijf waarbij twee Waalse meisjes van respectievelijk tien en zeven jaar oud verdwenen en achttien dagen later vermoord werden teruggevonden. De verdwijning veroorzaakte veel ophef en deed denken aan de ontvoering van Julie Lejeune en Mélissa Russo door Marc Dutroux in 1995. De dader Abdallah Ait-Oud kreeg levenslang.

## Slachtoffers
Nathalie Mahy (9 augustus 1995) was de dochter van Didier Mahy, ambtenaar bij het Waals Gewest, en Catherine Dizier. Uit hun huwelijk werden nog vier andere kinderen geboren. Mahy en Dizier scheidden in 2004. De vijf kinderen woonden bij hun vader, maar Dizier had het recht verkregen om de jongste drie, onder wie Nathalie, in het weekend te zien.
Stacy Lemmens (14 december 1998) was de dochter van de werkloze staalarbeider Thierry Lemmens en Christiane Granziero. Stacy Lemmens had nog een twee jaar oudere broer. Thierry Lemmens woonde in de jaren voor de moord op Stacy op verschillende adressen en bij verschillende vrouwen. Zo ging hij na zijn huwelijk met Christiane Granziero onder andere een verhouding aan met Catherine Dizier, de moeder van Nathalie, waaruit een zoon werd geboren.

## Tijdlijn
Op 10 juni om 1 uur 's nachts speelden Nathalie en Stacy bij het café 'Aux Armuriers' in de Luikse wijk Saint-Léonard, terwijl Catherine Dizier, de moeder van Nathalie, en haar vriend Thierry Lemmens, de vader van Stacy, binnen zaten. Rond drie uur 's nachts werd hun afwezigheid opgemerkt en werden de politie en Child Focus verwittigd.
De volgende dag kwam Abdallah Ait-Oud in beeld, nog niet als verdachte, maar omdat hij al eerder voor onder andere verkrachting van minderjarigen veroordeeld was, en op de avond van het feest in het café was: hij was de vriend van een van de serveersters. Ook was hij tot december geïnterneerd in de psychiatrische gevangenis van Paifve.
Op 13 juni gaf Ait-Oud zich aan bij de politie, nadat zijn foto in de media verschenen was. Na enkele dagen werd hij hoofdverdachte, mede omdat zijn verklaring tegenstrijdigheden bevatte. Hij ontkende alles en zou een alibi hebben.
Op 28 juni werden de lichamen van de meisjes gevonden onder twee riooldeksels, enkele tientallen meters van elkaar, in het talud van de spoorlijn Hasselt - Luik, ongeveer 400 meter van de plek waar ze voor het laatst gezien zijn. Op deze plek was al eerder vruchteloos gezocht, maar nadat het gras gemaaid was werden bij een volgende zoektocht de lichamen alsnog gevonden. De politie bevestigde dat ze vlak na hun verdwijning zijn gewurgd.
Christiane Granziero, de moeder van Stacy, moest worden opgenomen in het ziekenhuis nadat ze onwel was geworden toen ze het slechte nieuws hoorde.
Ook op 28 juni ontving de Nederlandse krant De Telegraaf een anonieme brief met daarin twee uitgeprinte kaarten van routenet.nl. Op de kaarten stond Vermoedelijke vindplaats Stacy + Nathalie en een kruisje in de berm van een spoorlijn in Luik. Het ging echter om de spoorlijn Luik - Leuven, hemelsbreed een kilometer van de werkelijke vindplaats. Mogelijk betekende dit dat de afzender van de brief niet de dader was maar wel een bekende van hem.
Op 29 juni werd bekend dat Ait-Oud langer in voorarrest bleef, ondanks dat voor het vinden gemeld werd dat hij mogelijk vrij zou komen bij gebrek aan bewijs. De autopsie op Stacy had al plaatsgevonden, maar de resultaten daarvan waren nog niet bekendgemaakt. Autopsie op het lichaam van Nathalie toonde aan dat zij 'zeer zwaar' seksueel misbruikt is.
Nathalie Mahy werd op 1 juli in besloten kring begraven. Wel waren vertegenwoordigers van het Belgisch koningshuis en de Waalse en federale regering aanwezig.
Stacy Lemmens werd op 3 juli begraven, onder grote publieke belangstelling. De dienst was live te volgen op het VRT-kanaal één.
Op 4 juli hield de Belgische politie een reconstructie van de ontvoering en van de dumping van de lichamen.
Op 18 juli werd zo'n 30 kilometer van Luik de negenjarige David ontvoerd. Er ontstond direct grote opschudding. De volgende dag werd de jongen levend maar zwaar mishandeld teruggevonden. Het bleek te gaan om een niet-gerelateerd misdrijf gepleegd door Benoît Dewild.
Op 2 november maakte de onderzoeksrechter bekend dat er tastbare sporen in het huis van Ait Oud gevonden waren die een direct verband legden met de plek van het gepleegde misdrijf.
In januari 2007 bleek dat Ait Oud enkele tests met een leugendetector niet had doorstaan.

## Veroordeling
Op 10 juni 2008 werd Ait Oud door een assisenjury schuldig bevonden op de ontvoering, verkrachting van en de moord op de twee meisjes. Op 11 juni kreeg hij levenslange opsluiting voor zijn daden. Daarenboven heeft de regering het recht om hem ook tien jaar na zijn effectieve gevangenisstraf vast te houden, indien wordt geoordeeld dat hij nog steeds een bedreiging vormt voor de maatschappij.

## Achtergrond
Christiane Granziero is veroordeeld voor kindermishandeling. Stacy woonde daarom bij haar vader. Ondanks het verdriet over de dood van de meisjes, is er in België veel lof voor de politiediensten die ruim twee weken bijna onafgebroken hebben gezocht naar de meisjes, en zelfs herhaaldelijk hebben gezocht op plaatsen waar eerder niets gevonden was. Dit in schril contrast met de kritiek op de politiehandelingen in de zaak-Dutroux, waar verweten werd dat er zeer traag begonnen werd, de politie in de kelder is geweest waar de nog levende meisjes waren maar hun niet ontdekt hadden, en in het onderzoeksproces talloze fouten werden gemaakt, waaronder zelfs de (korte) ontsnapping van Dutroux.